# The Book of Mormon (musikal)
The Book of Mormon är en amerikansk musikal av Matt Stone, Trey Parker och Robert Lopez. Musikalen, som klassas som religiös satir, handlar om två unga mormoner som skickas på ett tvåårigt missionsuppdrag i Uganda.
Musikalen har haft stor framgång på såväl Broadway, där urpremiären skedde 2011, som i West End där den hade premiär 2013. Den vann under sitt första spelår inte mindre än nio Tony Awards, bland annat för bästa musikal.
I januari 2017 hade musikalen premiär Stockholm, som därmed blev första spelplatsen utanför USA och Storbritannien, och tillika första gången musikalen översatts till ett annat språk än engelska.

## Handling

### Akt I
Vid Mormonkyrkans missionärsskola i Provo, Utah, leder den unge, populäre mormon-junioren Kevin Price sina klasskamrater i en repetition av missionstekniker med olika knep för att konvertera folk till Mormonismen ("Hello!"). En av de andra blivande missionärerna, äldste Arnold Cunningham, är en osäker, oförbätterlig nörd med oerhört livlig fantasi. Han är också något av en mytoman och verkar vara helt hopplös på att hålla sig till den godkända dialogen.
Price tror att om han ber tillräckligt, kommer han att skickas till sin favoritplats på jorden; Orlando i Florida, för att där genomföra det tvååriga missionsuppdrag som alla unga mormoner måste genomföra. Till sin chock paras dock Price ihop med Cunningham, och de skickas någon helt annanstans, nämligen Uganda ("Two by two"). 
Efter att ha sagt adjö till sina familjer, vilka de inte kommer träffa de närmaste två åren, går de två unga missionärerna ombord på planet som skall ta dem till Afrika. Price är säker på att Gud utsett honom att göra underverk (på egen hand), medan Cunningham bara är glad över att ha en bästa vän - alla hans tidigare vänner har lämnat honom. Men på grund av mormon-regel # 72 kommer Price bokstavligen inte att kunna lämna honom ut sikte, förutom vid toalettbesök ("You and Me (but mostly me)").
Omedelbart efter ankomsten till norra Uganda, blir de två rånade under pistolhot av soldater tillhörande en lokal krigsherre, General Butt-Fucking Naked (en allusion till verklighetens Butt Naked). Efter detta blir de dock välkomnade till byn av hövdingen, Mafala Hatimbi och en grupp bybor som berättar för missionärerna om den verklighet de lever i; fruktansvärda förhållanden av svält, fattigdom och aids, samtidigt som de terroriseras av Butt-Fucking Naked, som är despotisk, mördare, och besatt av kvinnlig könsstympning. För att stå ut med tillvaron upprepar byborna ständigt en fras: "Hasa Diga Eebowai". Price och Cunningham sjunger glatt med i sången. Efter ett tag får de till sin förfäran reda på att frasen inte är speciellt trevlig, utan bokstavligen kan översättas till "fuck you, Gud". Äldste Price försöker förklara för byborna att "saker och ting är inte alltid så illa som de verkar," men till ingen nytta.
Äldste Price och äldste Cunningham leds till sina hyddor av Nabulungi, Hatimbis dotter, där de möter de andra missionärerna stationerade i området. Dessa har under sin tid där inte lyckats omvända en enda person till Mormonismen. Äldste McKinley, distriktsledare, lär Price och Cunningham en allmänt accepterad metod för att hantera de negativa och upprörande tankar och känslor som kan ansätta en ung Mormons liv (inklusive McKinleys egna undertryckta homosexuella tankar) och uppmanar dem att "stänga av" ("Turn It Off"). De andra missionärerna är överens om att det allra bästa är att undertrycka sina känslor till varje pris. Price är full av ångest, men Cunningham försäkrar honom att han kommer att lyckas konvertera många infödda ugandier till kyrkan, och att, som partner, kommer Cunningham vara vid hans sida oavsett vad ("I am here for you").
Price känner trots sin ångest sig säker på att han kan lyckas där de andra missionärerna har misslyckats, och börjar undervisa byborna om Joseph Smith, grundaren av LDS-kyrkan, genom en låt som börjar som en hyllning till Smith, men så småningom förvandlas till en självgod hyllning till honom själv ("All-American prophet"). Byborna visar inte det minsta intresse, eftersom de finner religion värdelöst, och Price arrogant och irriterande. Strax efter Price försök att konvertera byborna, kommer General Butt-Fucking Naked dit och tillkännager sitt krav på att alla kvinnliga bybor innan veckans slut skall vara omskurna (generalens paranoia har intalat honom att tro att alla klitoris i byn kommer att resa sig och förgöra honom). Då en bybo protesterar, avrättar generalen honom utan förvarning, vilket stänker ner Price med blod. Väl i skydd bland hyddorna följer unga Nabulungi efter Price. Hon har trollbundits om hans löfte om ett jordiskt paradis och drömmer om ett bättre liv i ett nytt land ("Sal Tlay Ka Siti").
På missionsbasen får äldste McKinley panik när han får ett meddelande om att missionspresidenten har begärt en fullständig rapport om missionärernas hittills helt misslyckade uppdrag i Uganda, och hans ångest förvärras när han hör om Prices och Cunninghams misslyckande.
Chockad av mordet på bybon och den mörka verkligheten i Afrika, bestämmer sig Price för att överge sitt uppdrag och begär en omedelbar överföring till Orlando, medan den alltid lojala Cunningham försäkrar Price att han ska följa honom överallt ("I am here for you [Reprise]"). Men Price dumpar honom bryskt och förskjuter honom som missionskamrat. Cunningham blir förkrossad och ensam. Plötsligt kommer dock Nabulungi till honom och vill lära sig mer om Mormons bok och hon har även lyckats övertyga byborna om att lyssna på honom. Cunningham finner då modet att ta kontroll över situationen för första gången i sitt liv ("Act like a man").

### Akt II
Cunningham har ett stort problem: han har aldrig läst Mormons bok, utan känner bara till det han hört från andra. Så när hans publik börjar bli frustrerade och lämnar platsen hittar han snabbt på historier genom att kombinera vad han känner till om innehållet i Mormons bok samt inslag från hans favoritgenre: Science fiction. Cunninghams kreativa berättelser relaterar till problemen med att leva i ett krigshärjat Uganda, och får folk att lyssna. Cunninghams samvete (personifierat av hans far, Joseph Smith, Hober, Lt. Uhura, Darth Vader och Yoda) förmanar honom dock strängeligen. Men han resonerar att om det handlar om att hjälpa människor, så kan det säkerligen kan inte vara fel att använda sin fantasi lite grann ("Making things up again").
Price kommer i glädjeyra till Orlando, men sedan inser han att han drömmer. Han reflekterar över förseelser han begått i sin barndom - bland annat stölden av en munk vilken han skyllde på sin bror, Jack. Han påminns om helvetes-mardrömmar han hade som barn och flyr i panik när hans barndoms mardröm återvänder ("Spooky Mormon Hell Dream"). I drömmen är Price försatt till helvetet, där han torteras av demonerna Lucifer, Hitler, Jeffrey Dahmer, Djingis Khan och Johnnie Cochran samt en stor mängd dansande koppar kaffe. Till Price förfäran verkar Jesus ha notera både händelsen med munken och dumpandet av Cunningham.
Price vaknar ur sin mardröm och traumatiserad bestämmer han sig för att på nytt engagera sig i sitt uppdrag (hans återkomst tas utan den minsta överraskning av de andra äldste, som har alla haft en "spooky mormon hell-dream" tidigare). Cunningham anländer och meddelar att tio ivriga ugandier är intresserade av kyrkan, men fortfarande stött av Price avvisande är han ovillig att släppa tillbaka sin missionspartner. McKinley menar att om ingen tar itu med Generalen, så kommer ingen konvertera. Price ser då chansen att bevisa sitt värde, och inspirerad beger han sig ut på det "uppdrag han föddes till att göra". Efter återbejakande av sin tro, konfronterar han General Butt-fucking naked med Mormons bok i handen, fast beslutna att omvända honom ("I believe"). Generalen är dock föga intresserad och avvisar honom; nästa gång man ser Price är hos byns läkare, som opererar bort Mormons bok från hans ändtarm.
Cunningham avslutar sin förkunnelse och byborna är förtrollade; de vill alla bli delar av Mormon-kyrkan. Nabulungi och Cunningham delar en känslosam stund tillsammans och Cunningham får genomföra sitt första dop ("Baptise me"). Efter henne följer de flesta andra, och Mormonmissionärerna får fullt upp med att döpa. De känner samhörighet med folket i Uganda, och firar ("I am Africa").
Generalen får höra talas om bybornas omvändelse, och i rädsla för att de ska "ladda upp sina klitoris" och attackera honom bestämmer han sig för att döda dem allesammans.
Efter att ha förlorat sin tro dränker äldste Price sina sorger i många koppar kaffe på ett kafé i Kigali, hånande Mormonkyrkan som anser att kaffedrickande är en synd. Men Cunningham söker upp honom, och berättar för en bitter Price att de åtminstone bör agera som missionsföljeslagare, eftersom Kyrkans Missionspresident och andra ledande ledare Mormoner kommer att besöka den ugandiska missionsbasen för att gratulera dem till deras framgångar. När Cunningham gått reflekterar Price bittert över alla de löften kyrkan, hans föräldrar, vänner och livet i allmänhet har givit honom men som han anser att de har brutit ("Orlando").
När mormonledarna anländer hyllas Price och Cunningham som de mest framgångsrika missionärerna i hela Afrika. Kort därefter vill Nabulungi och byborna framföra en pjäs för att "ära dem med berättelsen om Joseph Smith, den amerikanska Moses" ("Joseph Smith, American Moses"). Dessvärre blir denna uppspelning inte riktigt en avspegling av Mormons boks läror utan istället visar de upp Cunninghams historier: pjäsen inkluderar därmed historier där Joseph Smith har sex med grodor för att bota sin aids, "Great Wizard" Moroni kommer ner från Star ship Enterprise, Jesus förmanar Brigham Young för att den senare omskurit sin dotter, och Smith dör av dysenteri. Missionpresidenten blir bestört och beordrar omedelbart samtliga missionärerna att resa hem. Vidare säger han till Nabulungi att hon och de andra byborna inte är mormoner. Nabulungi, förtvivlad vid tanken på att hon aldrig kommer att nå paradiset, förbannar Gud för att överge henne ("Hasa Diga Eebowai [Repris]"). Cunningham är förtvivlad över de fel han gjort, men Price får en uppenbarelse och inser att Cunningham hade rätt hela tiden: visst är skrifterna viktiga, men än viktigare är det att få ut budskapet, vilket ju Cunningham lyckats med ("You and Me (byt mostly me) [repris] "). Åter sams rusar de sedan iväg för att rädda Nabulungi och byborna från Generalen.
Fortfarande arg på Cunningham berättar Nabulungi för byborna han blivit uppäten av ett lejon. Generalen anländer. Nabulungi är beredd att underkasta sig honom och berättar för byborna att berättelserna Cunningham förtäljde dem inte är sanning. Till Nabalungis chock svarar byborna att de alltid har känt att berättelserna som Cunningham förkunnade var metaforer snarare än att vara bokstavligen sanna. Cunningham kommer, vilket gör att alla bybor tror att han har återuppstått (efter att ha blivit uppäten). Price och Cunningham kör sedan bort Generalen, hotar honom med att han inte kan skada "odöda". Vidare varnar de Generalen för att om han inte ger upp kommer Cunningham att beordra ängeln Moroni från Dödsstjärnan att släppa lös Kraken, vilken kommer avfyra Joseph Smith-torpeder som genom Kristi kraft kommer göra Generalen till lesbisk. Livrädd flyr Generalen fältet och byborna jublar.
Alla Uganda-missonärerna är inställda på att resa hem när Price föreslår att eftersom de kom till byn för att hjälpa människor, kan de fortfarande göra så trots att Mormonkyrkan avbrutit deras mission. Price uppmanar alla - såväl amerikaner som ugandier - att arbeta tillsammans för att göra jorden till en paradisplanet. För trots allt är de är alla nutida Sista Dagars Heliga ("Tomorrow is a latter day").

### Epilog
Från dörr till dörr (eller snarare från hydda till hydda) går ugandiska Missionärer (inklusive den nyligen konverterade Äldste Butt-fucking naked) för att vinna nya medlemmar till kyrkan och för att sprida boken som kan bli människornas räddning: "The Book of Arnold" ("Hello" [repris]).

## Sångnummer

### Akt I
- "Hello" - Mormonmpojkarna
- "Two by two" - Price, Cunningham och Mormonpojkarna
- "You and me (but mostly me)" - Price och Cunningham
- "Hasa Diga Eebowai" – Mafala, Price, Cunningham, Nabulungi och byborna
- "Turn It Off" – McKinley och missionärerna
- "I Am Here for You" – Cunningham och Price
- "All American Prophet" – Price, Cunningham, Joseph Smith, Ängeln Moroni och ensemble
- "Sal Tlay Ka Siti" – Nabulungi
- "I Am Here for You" (Repris) – Cunningham
- "Man Up" – Cunningham, Nabulungi, Price och Ensemble

### Akt II
- "Making Things Up Again" – Cunningham, Ugandianer, Cunninghams pappa, Joseph Smith, Mormon, Moroni, Uhura, Hober, Yoda, Darth Vader
- "Spooky Mormon Hell Dream" – Price, Joseph Smith, Jesus, m.fl. samt Ensemble
- "I Believe" – Price
- "Baptize Me" – Cunningham och Nabulungi
- "I Am Africa" – McKinley, Cunningham och missionärerna
- "Orlando" (Repris) – Price
- "Joseph Smith American Moses" – Nabulungi, Mafala och Ugandianer
- "Hasa Diga Eebowai" (Repris) – Nabulungi
- "You and Me (But Mostly Me)" (Repris) – Price och Cunningham
- "Tomorrow Is a Latter Day" – Price, Cunningham, McKinley, Nabulungi, Ugandianer
- "Hello (repris) - Ensemble

## Viktiga roller
| Äldste Kevin Price         | En ung, entusiastisk mormon som drömmer om att få resa på mission till Orlando, men istället sänds till Uganda. |
| Äldste Arnold Cunningham   | En ung, nördig mormon som egentligen aldrig läst mormons bok men däremot har stor kunskap om fantasy och science fiction. Han paras ihop med Äldste Price.                                                               |
| Nabalungi                  | En ung kvinna i Uganda som blir fascinerad av mormonernas lära och drömmer om att resa till Sal Tlay Ka Siti. |
| Äldste McKinley            | Ledare för Ugandas nionde missionsdistrikt. Han brottas i hemlighet med homosexuella tankar. Skådespelaren för denna roll gestaltar även Ängeln Moroni och Äldste Green.                                                 |
| Mafala Hatimbi             | En ugandisk byinvånare och far till Nabalungi. Han är den som välkomnar Price och Cunningham till Uganda. |
| General Butt-Fucking Naked | En ugandisk stridslysten och mordisk krigsherre som håller de lokala byarna i järngrepp. Han har en fobi för kvinnliga könsorgan. Skådespelaren för denna roll gestaltar även Lucifer.                                   |
| Missionspresidenten        | Mormonkyrkans missionsledare med säte i USA. Skådespelaren för denna roll gestaltar även Äldste Price far, Joseph Smith samt Jesus. Den sistnämnda rollen är dubbad av Trey Parker i de engelskspråkiga uppsättningarna. |

## Uppsättningar

### Broadway
Musikalen hade urpremiär i New York år 2011.

### West End
År 2013 hade The Book of Mormon premiär i London.

### Stockholm
Den 26 januari 2017 hade musikalen premiär på Chinateatern i Stockholm. I huvudrollerna syns Linus Wahlgren och Per Andersson.